# Caos (singolo)
Caos è un singolo del rapper Italiano Fabri Fibra, pubblicato il 30 settembre 2022 come terzo estratto dall'album omonimo.

## Descrizione
Il brano ha visto la partecipazione dei rapper Lazza e Madame, con la produzione di Low Kidd. Fabri Fibra aveva raccontato così il brano:

## Video musicale
Il video, diretto da Cosimo Alemà, è stato reso disponibile il 5 ottobre 2022 attraverso il canale YouTube del rapper.

## Tracce
Testi di Fabrizio Tarducci, Francesca Calearo, Jacopo Lazzarini, J. Cruz, Paul Irizarry, R. Calderon, W. Landron, musiche di J. Cruz, Paul Irizarry, R. Calderon, W. Landron, Lorenzo Paolo Spinosa.
1. Caos – 2:59

## Classifiche

### Classifiche settimanali
| Classifica (2022) | Posizione massima |
| ----------------- | ----------------- |
| Italia            | 2                 |

### Classifiche di fine anno
| Classifica (2022) | Posizione |
| ----------------- | --------- |
| Italia            | 75        |